# Ksamili-szigetek
A Ksamili-szigetek (albán nyelven Ishuj të Ksamilit vagy Ishuj të Tetranisit) négy kis sziget Albánia déli partjainál, a Jón-tengerben. A szigetekre nem vezet híd, úszva vagy csónakkal közelíthetőek meg. Az öböl partján található Ksamil település, amelyről a szigetek a nevüket kapták. A négy sziget területe mindössze 7,1 hektár; teljes területük a Butrinti Nemzeti Parkhoz tartozik.

## Galéria

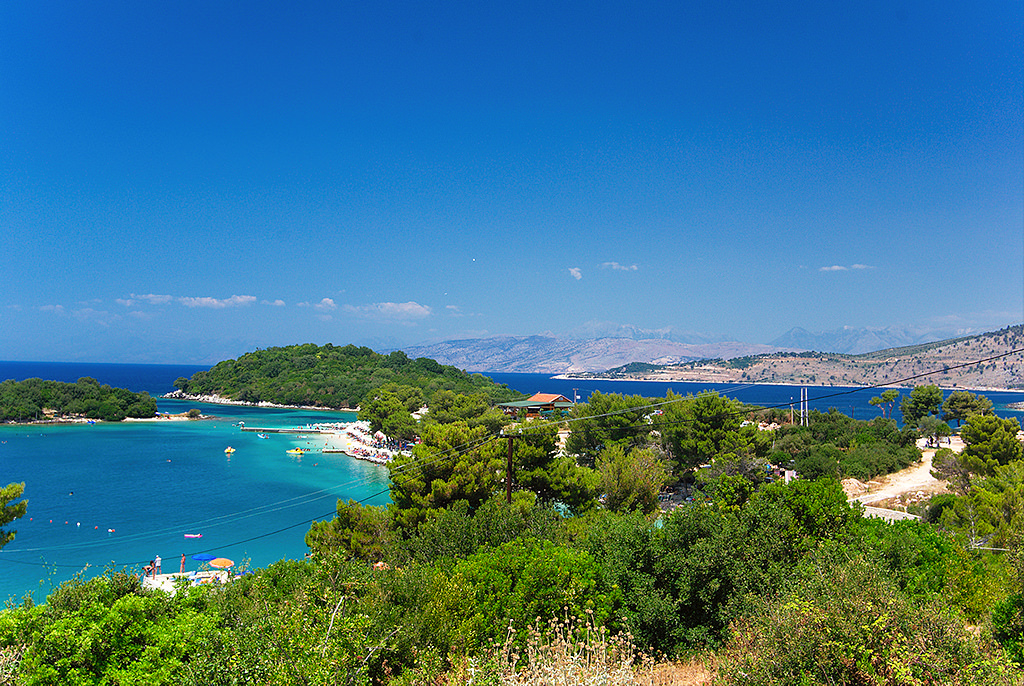
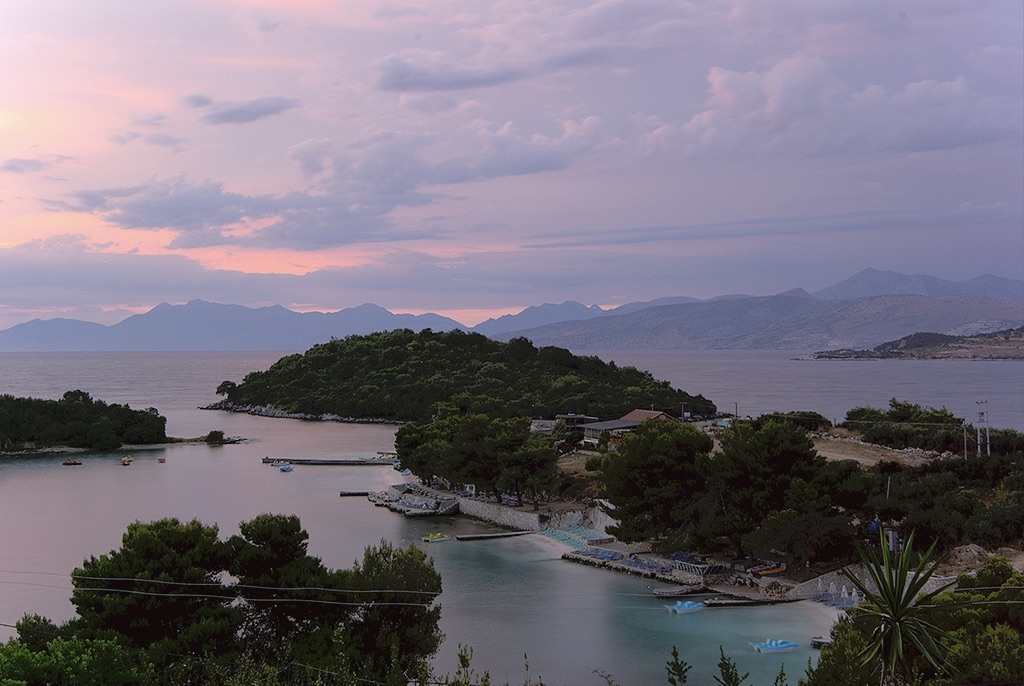
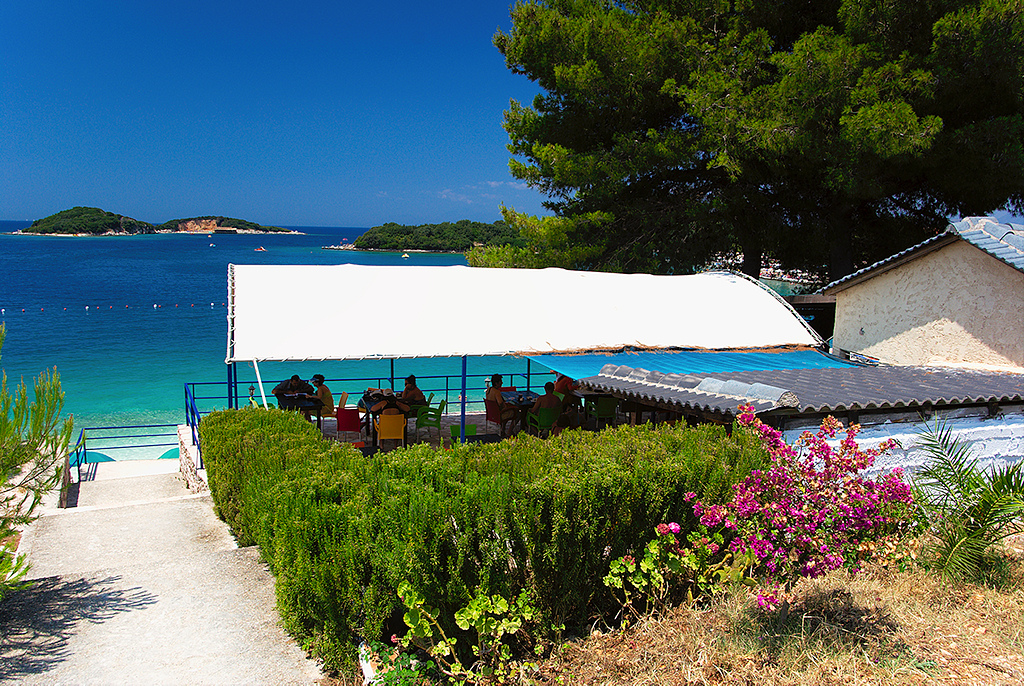
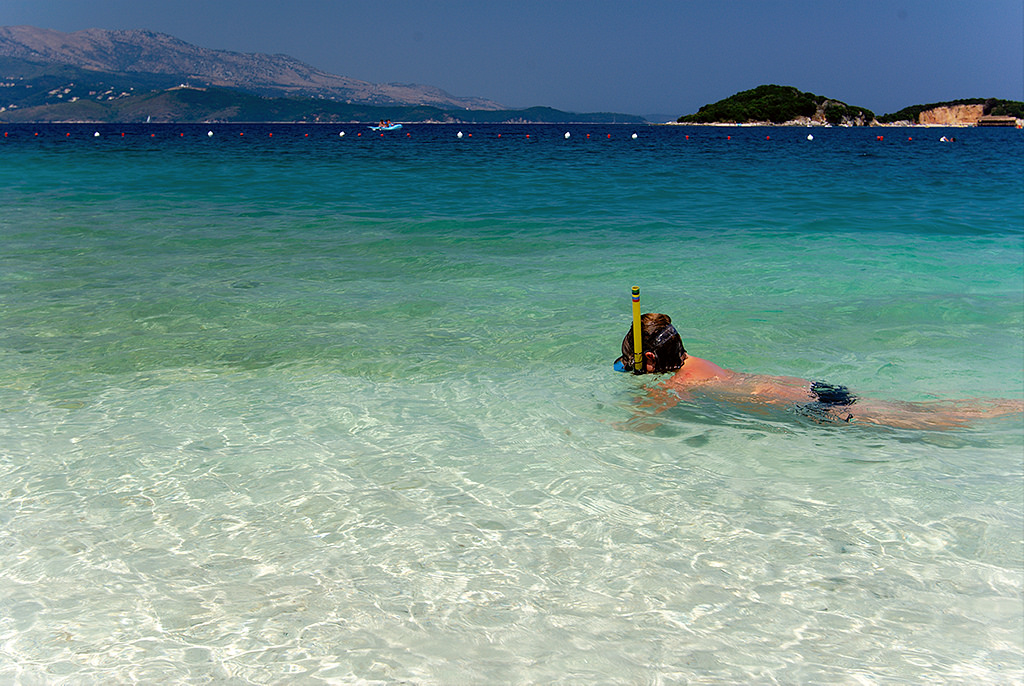
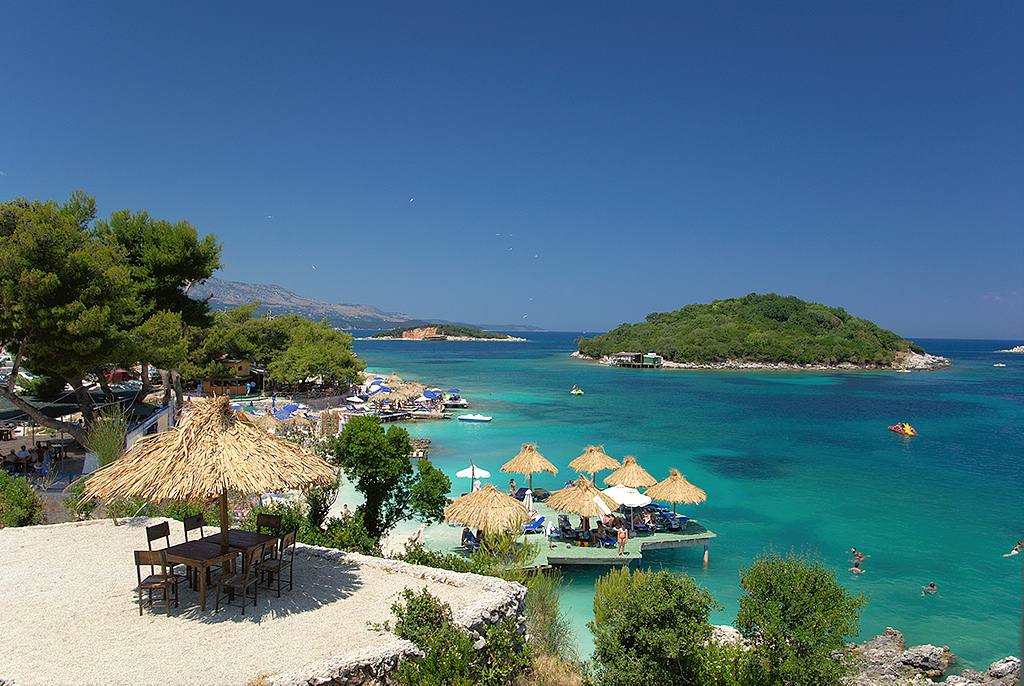
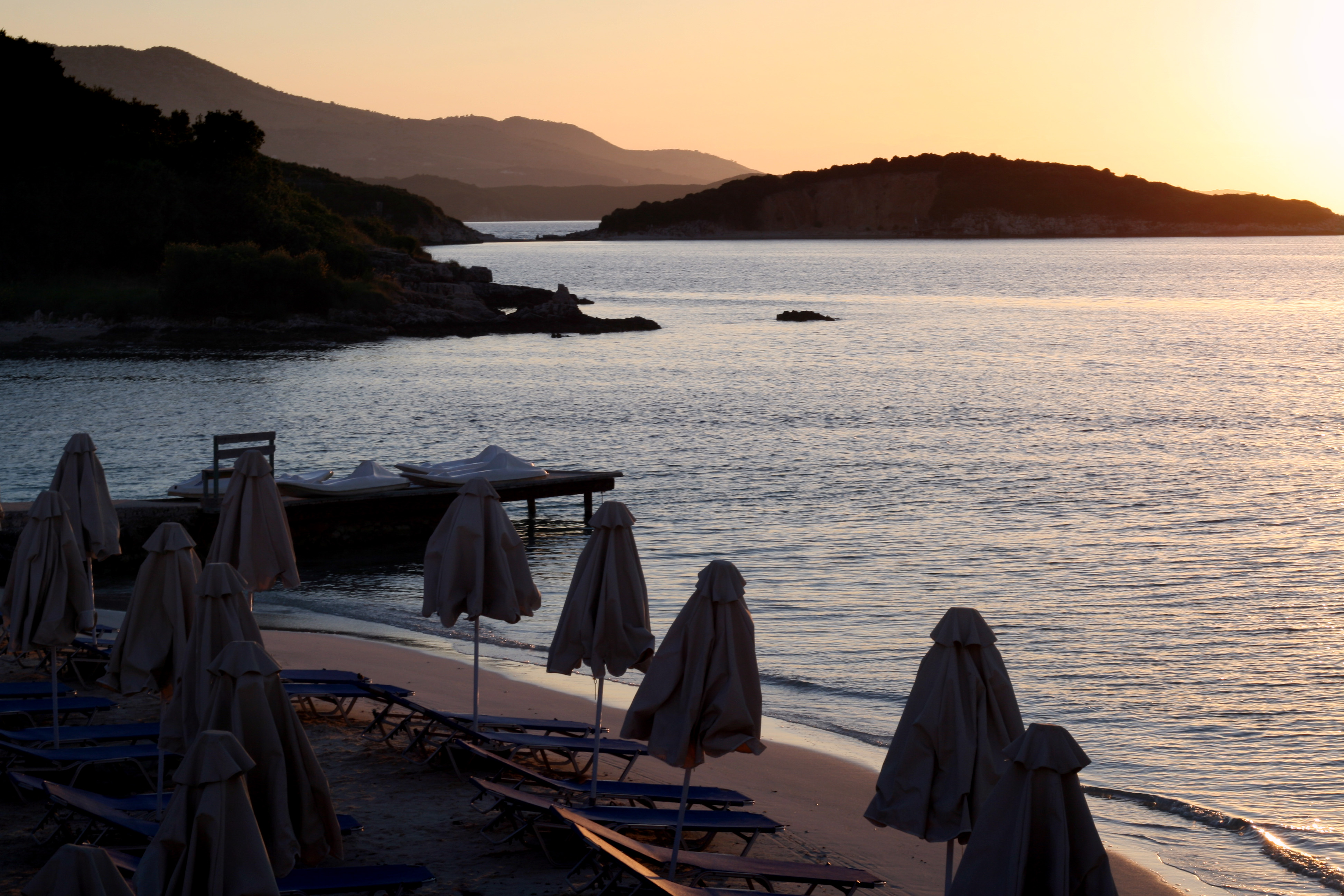
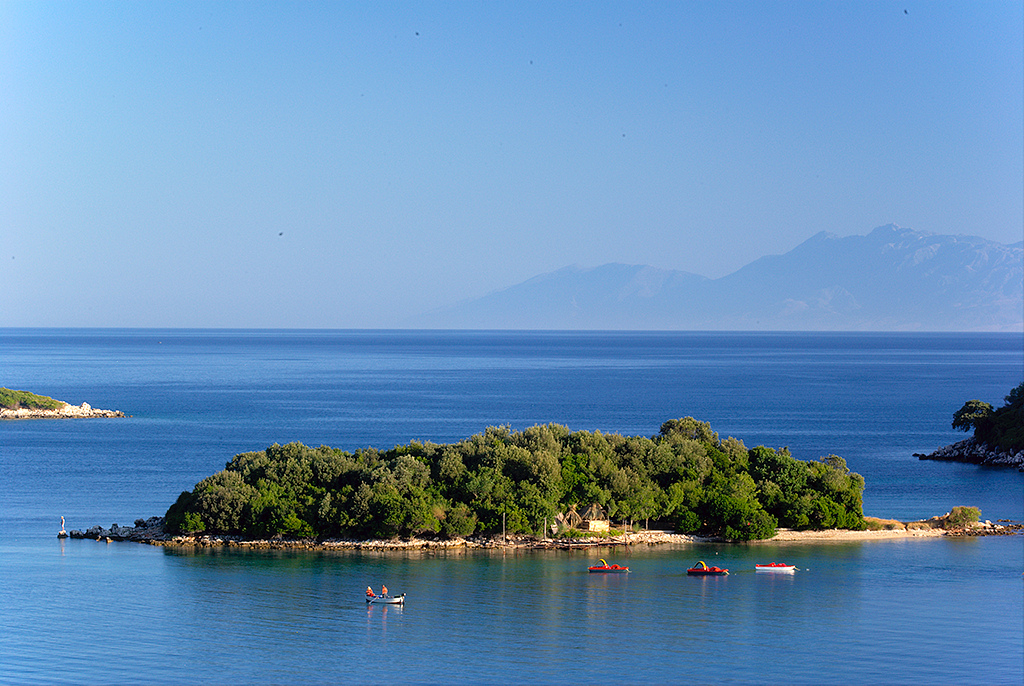

## Fordítás
- Ez a szócikk részben vagy egészben  a   Ksamil Islands című angol Wikipédia-szócikk ezen változatának fordításán alapul.  Az eredeti cikk szerkesztőit annak laptörténete sorolja fel. Ez a jelzés csupán a megfogalmazás eredetét és a szerzői jogokat jelzi, nem szolgál a cikkben szereplő információk forrásmegjelöléseként.